# Vlag van Esmeraldas

Vlag van Esmeraldas

De vlag van Esmeraldas bestaat uit twee horizontale banden in de kleurencombinatie wit-groen. In sommige versies wordt het wapen van Esmeraldas in de vlag geplaatst. De vlag is niet alleen in gebruik als provincievlag voor Esmeraldas, maar ook als vlag van de stad Esmeraldas en het kanton Esmeraldas.
De kleur wit symboliseert de hoogte van de wolken "die vrolijk spottend spelen met alle geometrie in onze wijde hemel" De kleur groen is "de echte uitdrukking van de frisse kleur van onze rijke en vruchtbare velden, van het natte gras van onze weilanden". De vlag werd ontworpen door César Névil Estupiñán.